# 塔拉甘傑烏帕齊拉
塔拉甘傑乌帕齐拉是孟加拉国朗布爾縣的一个乌帕齐拉，位於朗布爾专区的朗布爾縣。。

## 人口
據1991年孟加拉國人口普查，塔拉甘傑共有戶數21,234戶，人口140823人。其中男性佔比51.48%，女性佔比48.52%；成年人口87,803人。該地7歲以上人口之平均識字率為23.3%。